# Mlýn a malá vodní elektrárna ve Šlovicích
Mlýn a malá vodní elektrárna ve Šlovicích (MVE Šlovice u Čechova mlýna) byla postavena v roce 1916 a od roku 1920 dodávala proud pro okolní vesnice, 2 mlýny a kamenolom jako první elektrárna na Rakovnicku. Mlýn ve Slabcích byl prvním mlýnem v ČSR na elektrický pohon. V roce 1967 byla MVE vyřazena z provozu a opětovně zprovozněna v roce 2005.
Celý objekt mlýna je od roku 2009 kulturní památkou ČR. Nachází se zde elektroskanzen a muzeum o počátcích elektrifikace Rakovníka a ČSR.